# Barrio de las Flores
Barrio de las Flores är en ort i Mexiko.   Den ligger i kommunen San Pedro Mixtepec -Dto. 22 - och delstaten Oaxaca, i den sydöstra delen av landet, 400 km sydost om huvudstaden Mexico City. Barrio de las Flores ligger 29 meter över havet och antalet invånare är 189.
Terrängen runt Barrio de las Flores är platt åt sydväst, men åt nordost är den kuperad. Havet är nära Barrio de las Flores åt sydväst. Runt Barrio de las Flores är det glesbefolkat, med 9 invånare per kvadratkilometer. Närmaste större samhälle är Puerto Escondido, 6,8 km sydost om Barrio de las Flores. Omgivningarna runt Barrio de las Flores är en mosaik av jordbruksmark och naturlig växtlighet.